# Martinsia scabrosa
Martinsia scabrosa är en skalbaggsart som beskrevs av Chemsak och Linsley 1967. Martinsia scabrosa ingår i släktet Martinsia och familjen långhorningar. Inga underarter finns listade i Catalogue of Life.